# Лимоннокисле бродіння
Лимоннокисле бродіння — окиснення вуглеводів, деяких спиртів і органічних кислот до лимонної кислоти плісневими грибами з родів Aspergillus і Penicillum.
Окрім лимонної кислоти, при лимоннокислому бродінні утворюються невелика кількість глюконової і щавлевої кислот. Спочатку з вуглеводів гриб утворює піровиноградну кислоту, яка потім перетворюється на щавлевооцтову кислоту; остання за участю ферменту цитратсинтази конденсується з ацетатом за участю кофермента А з утворенням лимонної кислоти.
Промислове здобуття лимонної кислоти базується на зброджуванні грибом Aspergillus niger розчину сахарози або меляси. У перерахунку на спожитий цукор утворюється 70—75 % лимонної кислоти.